# Guayana Esequiba

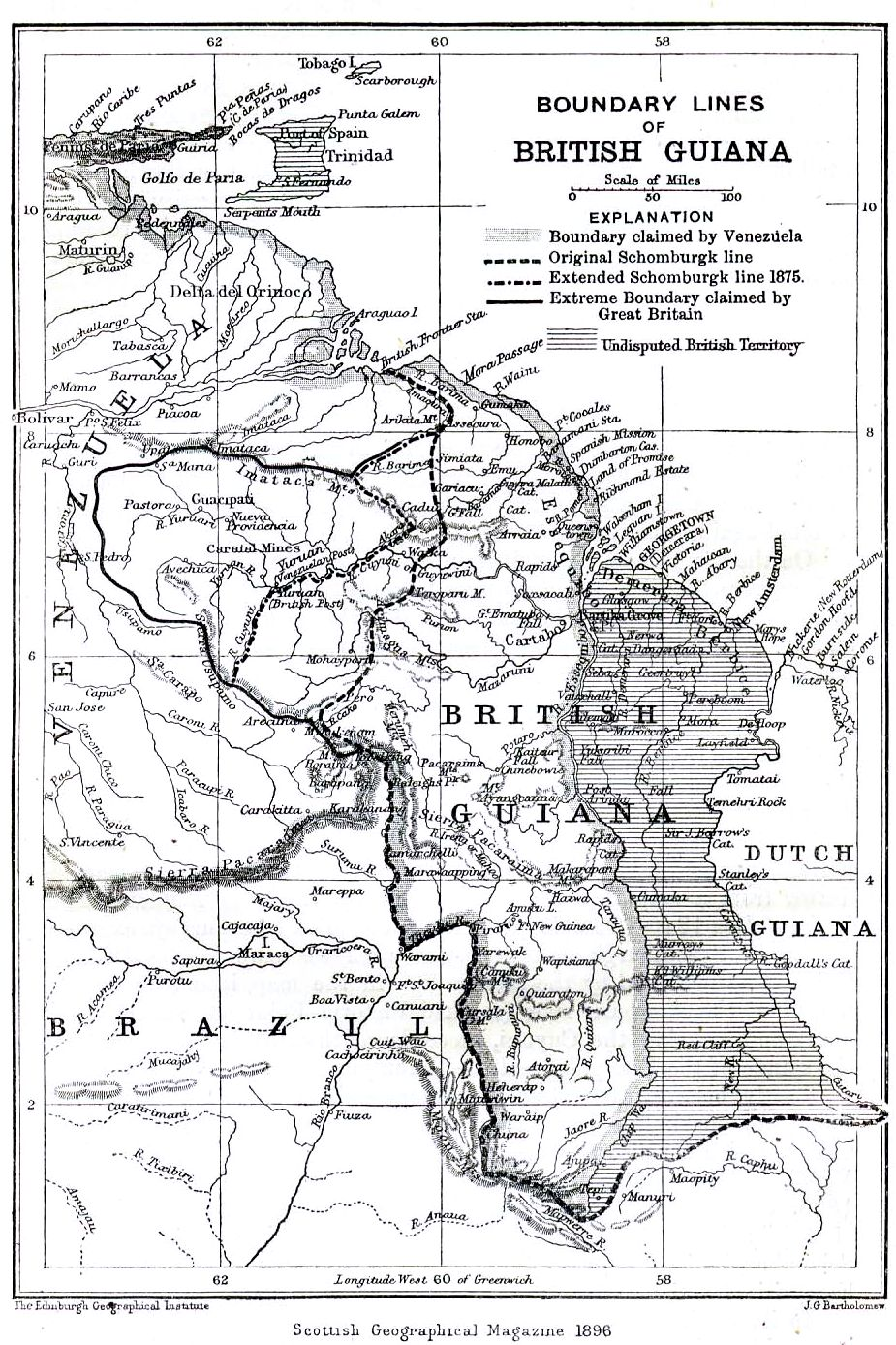
Engelsk karta från 1896 som visar Brittiska Guyana och de olika gränsdragningarna mot Venezuela.

Guayana Esequiba (spanskt uttal: [ɡwaˈʝana eseˈkiβa] lyssna (fil), även: Territorio del Esequibo eller Zona en Reclamación) är ett omstritt område väster om Essequibofloden, som kontrolleras och administreras av Guyana, även om Venezuela sedan mycket länge gör anspråk på området. Konflikten har ärvts från de gamla kolonialmakterna Spanien, Nederländerna och Storbritannien. Det består av sex administrativa regioner och täcker en yta om 159 500 km². Namnet används uteslutande av Venezuela.
Guayana Esequiba anses ha stora fyndigheter av mineraler samt goda vatten- och skogstillgångar. Större delen av området är dock oexploaterat, till följd av dåligt utbyggd infrastruktur.

## Historia
År 1840 gjorde Venezuela anspråk på hela det dåvarande Brittiska Guyana väster om floden Essequibo, vilket motsvarade 62 procent av Brittiska Guyanas territorium. Storbritannien och Venezuela tvistade om gränsen mellan Brittiska Guyana och Venezuela under större delen av 1800-talet. Den 21 februari 1881 föreslog Venezuela, i en not sänd till den brittiske utrikesministern lord Granville, att gränslinjen skulle dras från en punkt en engelsk mil norr om floden Moruka västerut till 60 graders västlig bredd och därefter söderut utmed denna meridian. Detta skulle ha inneburit att Barima-området gavs till Venezuela. Venezuelas regering ändrade sina anspråk inför skiljedomstolen angående området omedelbart väster om Essequibo. De krävde att gränsen skulle dras från Morukas flodmynning söderut till floden Cuyuni nära dess sammanflöde med Mazaruni, och därefter utmed Essequibos östra flodbank ned till den brasilianska gränsen. Storbritannien och Venezuela godtog skiljedomstolens utslag år 1899.
Venezuela lyfte frågan igen 1962, fyra år före Guyanas självständighet från Storbritannien. Vid ett möte i Genève 1966 kom de båda länderna överens om att följa rekommendationerna från en representant för FN:s generalsekreterare av hur tvisten skulle lösas på fredlig väg. De diplomatiska kontakterna upprätthålls mellan de båda länderna och FN:s generalsekreterares representant.
Venezuelanska kartor gjorda efter 1970 visar hela området från Essequibos östra flodbank, inklusive öarna i floden, som venezuelanskt territorium. På vissa kartor höjs anspråk även på västra Essequibo-regionen.